# Doxazosina
La  doxazosina è un principio attivo, un alfabloccante selettivo per i recettori alfa 1 adrenergici utilizzato per il trattamento dell'ipertensione essenziale e dell'iperplasia prostatica benigna.

## Controindicazioni
Da evitare in caso di ipotensione ortostatica e storia pregressa di sincope.

## Dosaggi
In posologia da 2 mg o da 4 mg fino a 3-4 volte al giorno.

## Effetti indesiderati
Fra gli effetti collaterali più frequenti si riscontrano  sonnolenza, astenia, depressione, cefalea, rinite, diarrea, vertigini, vertigine posturale, ipotensione posturale, nervosismo, palpitazioni, crampi.